# Jarosław Nowak
Jarosław Marek Nowak (ur. 1969 w Łodzi) – polski społecznik i przedsiębiorca. 

## Życiorys
Jest magistrem administracji, absolwentem Uniwersytetu Łódzkiego. W przeszłości piastował stanowiska kierownicze w podmiotach zajmujących się działalnością turystyczną i promocyjną, m.in. był dyrektorem obszaru Ekspansji Zagranicznej Polskiej Agencji Inwestycji i Handlu. Brał również udział w projektach organizowanych w ramach Polskiego Roku w Izraelu przez Instytut Adama Mickiewicza.
Od 6 lipca 2021 do 8 stycznia 2022 pełnił funkcję pełnomocnika rządu ds. kontaktów z diasporą żydowską. Odpowiadał za prowadzenie działań na rzecz rozwoju relacji polsko-żydowskich i współdziałanie w tym zakresie z właściwymi komórkami organizacyjnymi Ministerstwa Spraw Zagranicznych. 
Od lat 80 XX wieku był zaangażowany w dialog polsko-żydowski. Współpracował m.in. z organizacją zrzeszającą Żydów - dawnych Łodzian w Izraelu i z diasporą żydowską w Kanadzie. Był organizatorem obchodów 60. rocznicy likwidacji Getta Litzmannstadt w Łodzi w 2009. 
Biegle włada językami angielskim i rosyjskim, zna również język niemiecki.

## Odznaczenia
- Złoty Krzyż Zasługi (2009) – za wkład w pojednanie polsko-żydowskie.